# The Sound of Change Live
O The Sound Of Change foi um show beneficente realizado no Estádio de Twickenham, Londres, Inglaterra, fazendo parte da iniciativa Chime For Change, fundada por Beyoncé com ajuda da atriz Salma Hayek e da diretora criativa da Gucci, Frida Giannini.
A missão do projeto é "promover educação, saúde e justiça para cada menina, cada mulher, em todos os lugares do mundo" e também reforçar a importância das mulheres na sociedade e alertar para seus cuidados. 

## Atrações
A cantora de pop e R&B Beyoncé contou com a participação de grandes nomes da musica mundial, como: Laura Pausini, Jennifer Lopez, Ellie Goulding, Florence + the Machine, Haim, Iggy Azalea, Jay-Z, Jessie J, John Legend, Mary J. Blige,, Rita Ora, Simon Le Bon e Timbaland onde cantaram algumas de suas canções.

## Participações especiais
Artistas como a cantora de pop Madonna, James Franco, Jessica Chastain, Salma Hayek, Blake Lively, Aishwarya Rai Bachchan, Mary J. Blige também apoiaram a causa.

## Repertório
Bloco 1
- 1. "A Change Is Gonna Come"
  2. "At Last"
  3. "Run the World (Girls)"
  4. "Survivor"
  5. "Irreplaceable"

Bloco 2
- You Are a Queen (Video Interlude)
  1. If I Were A Boy" (Contém elementos de "Bitter Sweet Symphony")
  2. "Crazy in Love" (participação de Jay-Z)
  3. "Single Ladies (Put a Ring on It)" (Contém elementos de "Movin' on Up")

Bloco 3
- Grown Woman (Video Interlude)
  1. Grown Woman"

Bloco 4
- I Was Here (Video Interlude)
  1. I Will Always Love You"
  2. "Halo"
  3. "Finale" (Contém elementos de "Green Light")

- 1. "Live It Up"
  2. "Get Right"
  3. "Love Don't Cost a Thing"
  4. "Jenny from the Block"
  5. "Hold It Don't Drop It
  6. "Come Together" (Cover e com participação de Mary J. Blige)
  7. "On the Floor"

- 1. "Io Canto"
  2. "It's Not Good-Bye"

- 1. "Anything Could Happen"
  2. "Need Your Love"
  3. "Lights"

- 1. "You've Got the Love"
  2. "Over the Love"
  3. "Dog Days Are Over"

- 1. "Price Tag"
  2. "Nobody's Perfect"
  3. "Wild"

- 1. "Hot Right Now"
  2. "How We Do (Party)"
  3. "R.I.P."

- 1. "Forever"
  2. "Let Me Go"

- 1. "Work"
  2. "Bounce"